# Wilhelm af Champeaux
 Der er for få eller ingen kildehenvisninger i denne artikel, hvilket er et problem. Du kan hjælpe ved at angive troværdige kilder til de påstande, som fremføres i artiklen.

Wilhelm af Champeaux eller Guillaume de Champeaux eller Guglielmus de Campellis (1070 i Champeaux, Frankrig; – 1121 i Châlons-en-Champagne) var en fransk biskop og filosof.
Wilhelm var elev af Manegold af Lautenbach og Roscelinus. Han underviste ved Notre Dames katedralskole i Paris og blandt hans elever var Peter Abelard. Efter at have været ærkediakon og skolens leder trak han sig tilbage til Saint-Victor abbedi ved Paris hvor han underviste i retorik, logik og teologi. Klosteret blomstrede under hans ledelse og orienterede sig i retning af mystik. 1113 blev han biskop i Châlons-sur-Marne og kæmpede for cølibat og kirkelig investitur. Han kendte Bernhard af Clairvaux skulle været død som cistercienser.
Universaliestriden
Wilhelm var aktiv i universaliestriden i den tidlige skolastik. Af hans værker er der blot nogle teologiske overleveret ufuldstændigt; hans filosofiske anskuelser kendes kun gennem hans modstandere – og deriblandt især hans elev Peter Abelard; han ansås i universaliestriden for at være realist der holdt universalierne for reelle substanser: da man tilordnede accidenser til hver substans, måtte individualitet fremgå af de forskellige accidenser. 
Universalet blev tilbageført på en eneste, identisk substans – en indifferens med hensyn til universalierne, og denne Wilhelms "indifferensteori" havde virkninger flere generationer frem.
Noter
1. ↑  William of Champeaux (Stanford Encyclopedia of Philosophy) "One Man is many men, taken particularly. Those which are one considered in a special nature are many considered particularly. That is to say, without accidents they are considered one per indifference, with accidents many".